# The Opposition
Pour les articles homonymes, voir The Opposition (homonymie).
The Opposition est un groupe de post-punk britannique, originaire de Londres, en Angleterre. Ses membres actuels sont Bernard Husbands, Nico Watts et David Beckett.

## Biographie
Formé en 1979, The Opposition publie son premier single Very Little Glory sur le label indépendant Double Vision Records. Le single a une très bonne presse ; s’ensuivra la sortie du premier album Breaking the Silence en 1981 et une tournée en Angleterre et en France. 
Ils enregistrent ensuite Intimacy toujours sur Double Vision Records. Avec un accueil très positif de la presse, le groupe passe d’un label indépendant à une major, Charisma Records, sur laquelle sort tout d’abord Promises, en 1984, avec une tournée de quelques dates aux États-Unis en première partie de Thomas Dolby et une importante tournée en Europe. Ce sera ensuite la sortie, en 1985, de l’album Empire Days  avec leur ingénieur du son Kenny Jones rejoint pour l’occasion par John Porter. Entre-temps, Charisma Records est racheté par Phonogram qui à son tour sera dévoré par Virgin. Sans changer de contrat, le groupe se retrouve avec leur troisième maison de disques. Il est temps d’amorcer un changement.
En 1987, le groupe fait une pause. Bell et Long en profitent pour travailler sur des chansons plus orientées grand public sous le nom de So. Ralph Hall est remplacé sur ce projet par Sterling Campbell à la batterie. Leur album Horseshoe in the Glove avec le single Are You Sure connaît un certain succès  aux États-Unis. Ils bénéficient d'une très bonne couverture médiatique, de nombreux passages sur les radios rock et obtiennent une nomination au MTV Video de la semaine, Are You Sure se place à la 41e place du classement Billboard Hot 100[réf. nécessaire].
Après cette expérience américaine et deux années de tournée, Marcus Bell et Mark Long reprennent Opposition et sortent, en 1990, un album très intimiste Blue Alice Blue, enregistré, à nouveau, avec Kenny Jones. En 1990, sous le nouveau label Mrs Jones Records se succéderont les sorties de War Begins at Home (1994) et EP One (1995). Sterling Campbell quitte alors le groupe pour jouer avec David Bowie ; il est remplacé par Jean-Daniel Glorioso sur Blinder (2004) et EP2 (2010). À partir de 2000 le guitariste Daniel Jea rejoint aussi le groupe pour l'album Blinder . Marcus Bell est décedé en décembre 2014.
En 2016, Ralph Hall prend l'initiative de recontacter Mark Long pour jouer à nouveau. Ils proposent alors à Bernard Husbands de devenir bassiste du groupe. Très vite une démo sera enregistrée et envoyée à Kenny Jones, l'ami et ingénieur du son de toujours. Ils enregistrent alors "Somewhere In Between" qui sortira en CD et vinyle en avril 2018. Nico Watts rejoint le groupe à la guitare, claviers et chant. The Opposition prépare alors un évident retour sur scène. Ralph Hall qui avait pourtant mis toute l’énergie pour reformer le groupe ne pourra pas suivre. C'est David Beckett qui devient alors le batteur de The Opposition. Il suivait déjà le groupe alors qu'il n'avait que 15 ans ; il avait d'ailleurs joué des claviers et des percussions sur l'album Intimacy.  
Cette envie de remonter sur scène se concrétise par un premier concert à Łódź en Pologne puis pour la première fois depuis 24 ans en France à Longlaville. Deux albums des deux prestations sont édités en 2019. Le 7 mars 2019, The Opposition désormais devenu un quatuor retrouve la scène parisienne au Bus Palladium. À la fin de l'été 2019, le groupe fait une mini-tournée, avec OSTED qui assure les premières parties. La tournée passe par Romans-sur-Isère, Saint-Étienne, Metz et Arlon (Belgique) en passant par La Boule Noire à Paris le 4 septembre. The Opposition participe le 14 décembre 2019 au concert caritatif en faveur des enfants Les Rockeurs ont du cœur au Stéreolux de Nantes. Dominique A, fan de la première heure, interprète quatre morceaux avec le groupe, pour le plus grand plaisir du public présent.
2020, la pandémie frappe la planète et The Opposition, comme tous les groupes du monde, est cloué sur ses terres. Le groupe enregistre un album unplugged et revisite ses grands classiques sous la houlette de Kenny Jones (Alchemy Studio London). Kenny est désormais considéré comme le cinquième membre du groupe. Cet album unplugged sort en février 2021. Mark Long continue à composer et le groupe enregistre un album sorti en juin 2021. 
Le 22 septembre 2022 , Mark Long (Chanteur-Guitariste) décède des suites d’un cancer.

## Discographie
- 1980 : Breaking the Silence (Double Vision Records)
- 1983 : Intimacy (Double Vision Records)
- 1984 : Promises (Charisma Records)
- 1985 : Empire Days (Charisma Records)
- 1990 : Blue Alice Blue (Declic Records)
- 1991 : '81/'82 (Midnight Music)
- 1994 : War Begins at Home (Polygram / Mrs Jones Records)
- 1995 : EP1 (Polygram / Mrs Jones Records)
- 2004 : Blinder (Mrs Jones Records)
- 2004 : New York, Paris, Peckham (Right Back Records – album live)
- 2010 : EP2 (Mrs Jones Records)
- 2011 : Love and Betrayal (Mrs Jones Records)
- 2018 : Somewhere In Between  (Aztec Musique / Distribution Pias)
- 2018 : Live Eighties live album (Aztec Musique)
- 2019 : Live in Lódz (Right Back Records – album live)
- 2019 : Live in Longlaville (Right Back Records – album live)
- 2021 : Alchemy Unplugged (Right Back Records)
- 2021 : Hope (Right Back Records)